# Kathrin Zettel
Pour les articles homonymes, voir Zettel.
Kathrin Zettel, née le 15 août 1986 à Scheibbs, est une skieuse alpine autrichienne, championne du monde de combiné en 2009. Polyvalente, elle est également sacrée vice-championne du monde du slalom en 2011 derrière Marlies Schild, et remporte la médaille de bronze de slalom aux Jeux olympiques en 2014. Elle termine la Coupe du monde de slalom géant à la deuxième place en 2009 et 2010, derrière Tanja Poutiainen, puis Kathrin Hölzl.

## Biographie

### Débuts
Membre du club SC Göstling-Hochkar, Kathrin Zettel participe à de premières courses reconnues par la Fédération internationale fin 2001. La skieuse, alors âgée de 15 ans, s'aligne essentiellement dans les épreuves techniques (slalom et slalom géant) mais s'aventure parfois dans les épreuves de vitesse en disputant quelques super G. Début 2003, l'Autrichienne représente son pays à l'occasion des Championnats du monde juniors organisés en France. Elle y obtient une sixième place en slalom, son meilleur résultat, et ne se distingue guère lors des slalom géant et super G (18e et 19e). Au début de la saison 2003-2004, Zettel est sélectionnée dans l'équipe nationale de Coupe d'Europe, une des antichambres de la Coupe du monde de ski alpin. Dès sa huitième course, en janvier 2004, la skieuse obtient un premier podium en terminant deuxième d'un slalom géant organisé à Roccaraso en Italie ; une performance rééditée quelques jours plus en slalom à Lenggries en Allemagne, juste avant les Championnats du monde juniors 2004. Lors de cette compétition disputée à Maribor en Slovénie, la skieuse autrichienne enlève le premier titre de sa carrière dans un championnat international en remportant le slalom devant la Croate Nika Fleiss et la Tchèque Sarka Zahrobska. Outre des places d'honneur en slalom géant et en descente qu'elle termine à la septième place, Zettel remporte aussi la médaille d'argent du combiné, seulement devancée par l'Américaine Julia Mancuso. De retour en Coupe d'Europe, elle gagne deux premières courses — en slalom — à Rogla et Sankt Sebastian. Ces performances lui permettent d'achever sa première saison de Coupe d'Europe à la deuxième place du classement général dominé par sa compatriote Karin Blaser. Zettel conclut l'année 2003-2004 par une première apparition en Coupe du monde à l'occasion du slalom des finales annuelles organisé à Sestrières le 13 mars 2004. Dix-huitième de la première manche, elle conserve ce rang après le second tracé et figure ainsi parmi les trente skieuses susceptibles de remporter des points. Mais puisque seules les quinze meilleures marquent des points lors de ces finales, la skieuse n'apparaît pas au classement général final de la saison.

### Révélation
Après une année 2003-2004 entièrement passée en Coupe d'Europe, Kathrin Zettel alterne apparitions aux niveaux continental et mondial la saison suivante. En Coupe du monde tout d'abord, édition 2004-2005, l'Autrichienne se distingue régulièrement dans les points en slalom et en slalom géant. C'est dans cette épreuve qu'elle réalise ses « premières » : après l'obtention de premiers points grâce à 15e place en géant à Aspen, elle se place en effet une première fois dans le top-10 grâce à une dixième place à Santa Caterina.
Ces résultats lui valent une sélection pour les Championnats du monde à Bormio, où elle montre son potentiel avec une sixième place en combiné et une quatrième place en slalom.
Elle remporte une dernière médaille aux Championnats du monde junior à Bardonnèche, gagnant l'argent sur le slalom, derrière Sarka Zahrobska. Elle se classe 36e au classement général de la Coupe du monde cet hiver.

### Premiers podiums et Jeux olympiques
Pour entamer la saison 2005-2006 de Coupe du monde, elle est quatrième du traditionnel slalom géant de Sölden, puis découvre le podium deux fois à Aspen en slalom et slalom géant (deux fois 3e), ainsi que sur de multiples autres manches sur ces deux disciplines, sans pouvoir s'imposer néanmoins. Elle atteint la septième place au classement général de la Coupe du monde pour sa première saison en tant que sénior. 2006 est aussi l'année de sa première sélection olympique, et enregistre des résultats comme septième du slalom géant et quatrième du combiné, où elle est troisième sur la manche de slalom.
Son ascension continue lors de l'hiver suivant, où après une troisième place en slalom à Levi, elle remporte sa première course de Coupe du monde à Aspen en slalom géant. Zettel prouve aussi sa polyvalence, décrochant son premier podium dans un combiné, arrivant troisième à Reiteralm, où elle est en tête à l'issue de la manche de super G. Skieuse la plus forte de ce début de saison, elle gagne encore en slalom géant devant le public autrichien de Semmering, où elle est aussi deuxième en slalom. Cependant, elle ne maintient pas ce niveau de forme à partir du mois de janvier, figurant seulement dans le top dix aux Championnats du monde à Åre, avec deux cinquièmes places en slalom et super combiné.

### Titre mondial en 2009 et multiple succès en Coupe du monde
En 2007-2008, elle connaît des résultats variés, accumulant tout de même trois podiums, dont un sur le slalom géant de Sölden en ouverture. Sölden est aussi le lieu de sa prochaine victoire un an plus tard, qu'elle confirme par deux autres succès à Semmering et Cortina d'Ampezzo. Deuxième du dernier combiné en Coupe du monde, elle remporte le titre mondial de cette spécialité à Val d'Isère, soit son seul titre majeur dans l'élite en devançant la jeune Lara Gut.
Dans les semaines qui suivent, elle augmente son compteur de podiums avec une troisième place en super combiné à Tarvisio et une quatrième victoire en slalom géant de l'hiver à Ofterschwang, toutefois insuffisante pour soulever le petit globe de cristal de la spécialité, car Taina Poutianen la dépasse finalement pour sept points. Moins en réussite sur la fin de saison, elle parvient à passer la marque des mille points en Coupe du monde et établit son meilleur classement général, quatrième. Zettel agrémente son hiver en remportant les titres de championne d'Autriche de slalom spécial et de slalom géant.
Fin 2009, à son habitude, elle commence l'hiver de manière performante, finissant quatre fois de suite sur le podium dont trois en slalom géant. Ensuite entre le 29 décembre et le 17 janvier, elle réalise une série plus longue encore avec cinq top trois (dont 4 en slalom), dont deux succès à Maribor, incluant sa première manche gagnée en slalom. En échec à Cortina d'Ampezzo, avec zéro point marqué, elle honore sa deuxième sélection aux jeux olympiques à Vancouver, où la médaille qu'elle convoite lui échappe encore, puisqu'elle se retrouve quatrième au super-combiné, cinquième du slalom géant, neuvième de la descente et treizième du slalom. Elle se rachète à Garmisch-Partenkirchen, où elle est deuxième du slalom de Coupe du monde en conclusion de la saison.

### Fin de carrière
Des problèmes de hanches le handicapent durant ses dernières saisons. Elle arrête sa carrière à 28 ans en juillet 2015.

## Palmarès

### Jeux olympiques d'hiver
| Épreuve / Édition       | Turin 2006   | Vancouver 2010 | Sotchi 2014 |
| Slalom géant            | 7e           | —              | 19e         |
| Slalom                  | Disqualifiée | —              | Bronze      |
| Combiné / Super combiné | 4e           | 4e             | —           |

— : n'a pas participé à l'épreuve

 : pas d'épreuve

### Championnats du monde
| Épreuve / Édition       | Bormio 2005 | Åre 2007 | Val d'Isère 2009 | Garmisch-Partenkirchen 2011 | Schladmig 2013 | Vail-Beaver Creek 2015 |
| Slalom géant            | -           | 9e       | 6e               | 12e                         | 4e             | 7e                     |
| Slalom                  | 4e          | 5e       | Abandon          | Argent                      | 10e            | 5e                     |
| Combiné / Super combiné | 6e          | 5e *     | Or               | -                           | 5e             | 6e                     |
| Coupe des nations       | Argent      | -        | -                | -                           | -              | -                      |

### Coupe du monde
- Meilleur classement général : 4e en 2009
- 50 podiums : 9 victoires, 18 deuxièmes places et 23 troisièmes places.

#### Détail des victoires
| Épreuve / Édition | Géant                                           | Slalom  | Total |
| 2007              | Aspen Semmering                                 | –       | 2     |
| 2009              | Sölden Semmering Cortina d'Ampezzo Ofterschwang | –       | 4     |
| 2010              | Maribor                                         | Maribor | 2     |
| 2013              |                                                 | Aspen   | 1     |
| Total             | 7                                               | 2       | 9     |

#### Classements en Coupe du monde
| Année/Classement | Année/Classement | Général | Général | Descente | Descente | Super G | Super G | Slalom géant | Slalom géant | Slalom | Slalom | Combiné | Combiné |
| ---------------- | ---------------- | ------- | ------- | -------- | -------- | ------- | ------- | ------------ | ------------ | ------ | ------ | ------- | ------- |
| Année/Classement | Année/Classement | Class.  | Points  | Class.   | Points   | Class.  | Points  | Class.       | Points       | Class. | Points | Class.  | Points  |
| 2005             | 2005             | 36e     | 193     | -        | -        | -       | -       | 18e          | 98           | 23e    | 95     | -       | -       |
| 2006             | 2006             | 7e      | 872     | 49e      | 16       | 30e     | 58      | 6e           | 314          | 4e     | 399    | 6e      | 85      |
| 2007             | 2007             | 11e     | 568     | -        | -        | 31e     | 45      | 7e           | 206          | 8e     | 257    | 11e     | 60      |
| 2008             | 2008             | 13e     | 558     | -        | -        | 23e     | 57      | 6e           | 249          | 9e     | 192    | 11e     | 60      |
| 2009             | 2009             | 4e      | 1046    | -        | -        | 23e     | 74      | 2e           | 501          | 6e     | 309    | 3e      | 162     |
| 2010             | 2010             | 5e      | 938     | -        | -        | 37e     | 22      | 2e           | 394          | 2e     | 490    | 14e     | 32      |
| 2011             | 2011             | 13e     | 499     | -        | -        | -       | -       | 10e          | 172          | 6e     | 327    | -       | -       |
| 2012             | 2012             | 12e     | 585     | -        | -        | 44e     | 5       | 19e          | 115          | 5e     | 356    | 5e      | 79      |
| 2013             | 2013             | 7e      | 759     | -        | -        | -       | -       | 5e           | 382          | 8e     | 317    | 8e      | 60      |
| 2014             | 2014             | 14e     | 469     | -        | -        | -       | -       | 5e           | 284          | 11e    | 185    | -       | -       |
| 2015             | 2015             | 7e      | 646     | -        | -        | -       | -       | 8e           | 230          | 5e     | 356    | 3e      | 60      |

### Championnats du monde junior
| Épreuve / Édition | Briançonnais 2003 | Maribor 2004 | Bardonecchia 2005 |
| Descente          | -                 | 12e          | 13e               |
| Super G           | 19e               | -            | 4e                |
| Slalom géant      | 18e               | 7e           | 4e                |
| Slalom            | 6e                | Or           | Argent            |
| Combiné           | -                 | Argent       | -                 |

### Coupe d'Europe
- 2e du classement général en 2004.
- 2e du classement de slalom géant en 2005.
- 17 podiums, dont 5 victoires.

### Championnats d'Autriche
- Championne du slalom en 2009 et 2014.
- Championne du slalom géant en 2009 et 2014.